# Parapalystes lycosinus
Parapalystes lycosinus är en spindelart som först beskrevs av Pocock 1900.  Parapalystes lycosinus ingår i släktet Parapalystes och familjen jättekrabbspindlar. Inga underarter finns listade i Catalogue of Life.